# Limonium perplexum
Limonium perplexum är en triftväxtart som beskrevs av L.Sáez och Josep Antoni Rosselló. Limonium perplexum ingår i släktet rispar, och familjen triftväxter. Inga underarter finns listade i Catalogue of Life.